# Cha Eun-woo
Cha Eun-woo (차은우?), pseudonimo di Lee Dong-min (이동민?; Gunpo, 30 marzo 1997), è un cantante, attore e modello sudcoreano.
Dal 2016 è membro della boy band Astro.

## Biografia
Cha Eun-woo è nato il 30 marzo 1997 a Gunpo, nella provincia di Gyeonggi. Ha frequentato la scuola media e la scuola superiore Suri, diplomandosi alla Hanlim Multi Art School nel 2016, e si è in seguito iscritto al corso di Arti dello spettacolo della Sungkyunkwan University.
Cha debutta come attore nel 2014 interpretando un ruolo minore nel film Dugeun dugeun nae insaeng. Nell'agosto 2015, insieme ai futuri membri degli Astro, partecipa al web drama To Be Continued. Il gruppo musicale debutta il successivo 23 febbraio. Lo stesso anno, Cha viene annunciato come presentatore del programma televisivo Show! Music Core insieme a Kim Sae-ron e Lee Soo-min, che conduce fino al 2018. Sempre nel 2016, recita nel web drama My Romantic Some Recipe.
Nel 2017 è tra i personaggi della serie Choego-ui hanbang e lavora nel web drama Boksu note, mentre l'anno dopo recita nella serie originale di YouTube Top Management.
Nel 2018 viene scelto per interpretare il suo primo ruolo di protagonista nella commedia romantica Nae a-idineun Gangnammi-in, che segna un aumento della sua popolarità. A fine anno, GQ Korea lo include nella lista degli uomini dell'anno.
Nel 2019 recita nella serie storica Rookie Historian Goo Hae-ryung, vincendo il Premio all'eccellenza come attore e il premio Miglior coppia con Shin Se-kyung agli MBC Drama Award. Nel luglio 2019 viene annunciato il suo primo fan meeting in Asia intitolato "Just One 10 Minute", mentre a dicembre dello stesso anno entra nel cast del nuovo programma televisivo Jinjja nonggu handsome tigers insieme a Joy, Lee Sang-yoon, Yoo Seon-ho e Seo Jang-hoon.
Nell'aprile 2020 entra a far parte del cast fisso del programma televisivo Jipsabu-ilche, che gli vale il premio Miglior esordiente agli SBS Entertainment Award.
Da dicembre 2020 a febbraio 2021 recita nel ruolo del protagonista maschile nel drama Yeosin-gangnim, basato sull'omonimo webtoon, dove interpreta Lee Su-ho, un "ragazzo perfetto" quanto riservato. Ad aprile 2021 si posiziona al diciassettesimo posto nella lista Power Celebrity di Forbes Korea.

## Discografia
Colonne sonore
- 2018 – Rainbow Falling (Nae a-idineun Gangnammi-in)
- 2018 – Together (Top Management)
- 2019 – Please Remember (Rookie Historian Goo Hae-ryung)
- 2021 – Love So Fine (Yeosin-gangnim)
- 2022 - Focus On Me (The Villainess is a Marionette x CHAEUNWOO)

## Filmografia

### Cinema
- Dugeun dugeun nae insaeng (두근두근 내 인생?, regia di 	E J-yong (2014)

### Televisione
- To Be Continued (투 비 컨티뉴드?) – web serie (2015)
- My Romantic Some Recipe (마이로맨 썸 레시피?) – web serie (2016)
- Choego-ui hanbang (최고의 한방?) – serie TV (2017)
- Boksu note (복수노트?) – web serie (2017)
- Top Management (탑 매니지먼트?) – web serie (2018)
- Nae a-idineun Gangnammi-in (내 아이디는 강남미인?) – serie TV (2018)
- Rookie Historian Goo Hae-ryung (신입사관 구해령?, Sin ipsagwan Gu Hae-ryungLR) – serie TV (2019)
- Soul Plate (소울플레이트?) – web serie (2019)
- Yeosin-gangnim (여신강림?) – serie TV (2020)
- Island (아일랜드?, A-illaendeuLR) – serie TV (2022-2023)

## Riconoscimenti
| Anno | Premio                                 | Categoria                                                  | Ricevente                      | Risultato       |
| ---- | -------------------------------------- | ---------------------------------------------------------- | ------------------------------ | --------------- |
| 2016 | MBC Entertainment Awards               | Rookie Award in Musica / Talk Show – maschile              | Show! Music Core               | Candidato/a     |
| 2017 | 9th MTN Broadcast Advertising Festival | CF Star Award maschile                                     | N.D.                           | Vincitore/trice |
| 2017 | MBC Entertainment Awards               | Rookie Award in Show / Sitcom – maschile                   | Show! Music Core               | Candidato/a     |
| 2018 | 11th Korea Drama Awards                | Miglior Nuovo Attore                                       | Gangnam Beauty                 | Vincitore/trice |
| 2018 | 11th Korea Drama Awards                | Hallyu Star Award                                          | Gangnam Beauty                 | Vincitore/trice |
| 2018 | 3rd Indonesian Television Awards       | Special Award – Persona dell'Anno                          | N.D.                           | Vincitore/trice |
| 2018 | 3rd Asia Artist Awards                 | Stella nascente                                            | Gangnam Beauty                 | Vincitore/trice |
| 2018 | Yahoo Asia Buzz Awards                 | Attore esordiente più ricercato                            | Gangnam Beauty                 | Vincitore/trice |
| 2018 | Korea First Brand Awards               | Idol-Attore maschile                                       | Gangnam Beauty                 | Vincitore/trice |
| 2018 | Korea First Brand Awards               | Modello commerciale – maschile                             | N.D.                           | Vincitore/trice |
| 2019 | 14th Annual Soompi Awards              | Attore Breakout                                            | Gangnam Beauty                 | Vincitore/trice |
| 2019 | 14th Annual Soompi Awards              | Miglior Attore Idol                                        | Gangnam Beauty                 | Candidato/a     |
| 2019 | 14th Annual Soompi Awards              | Miglior coppia con Im Soo-hyang                            | Gangnam Beauty                 | Candidato/a     |
| 2019 | 1st iQiyi Entertainment Awards         | Attore più affascinante                                    | Gangnam Beauty                 | Vincitore/trice |
| 2019 | MBC Drama Awards                       | Excellence Award, Attore in un Drama del Mercoledì-Giovedì | Rookie Historian Goo Hae-ryung | Vincitore/trice |
| 2019 | MBC Drama Awards                       | Best Couple Award with Shin Se-kyung                       | Rookie Historian Goo Hae-ryung | Vincitore/trice |
| 2020 | Newsis K-EXPO 2020                     | Seoul Tourism Organization CEO Award                       | N.D.                           | Vincitore/trice |
| 2020 | 1st APAN Music Awards                  | Intrattenitore dell'Anno – Maschile                        | N.D.                           | Candidato/a     |
| 2020 | 14th SBS Entertainment Awards          | Rookie Award                                               | Master in the House            | Vincitore/trice |
| 2021 | Brand Customer Loyalty Award           | Miglior Idol- attore maschile                              | N.D.                           | Vincitore/trice |